# Hadena carpophaga
Hadena carpophaga là một loài bướm đêm trong họ Noctuidae.